# As-Nas

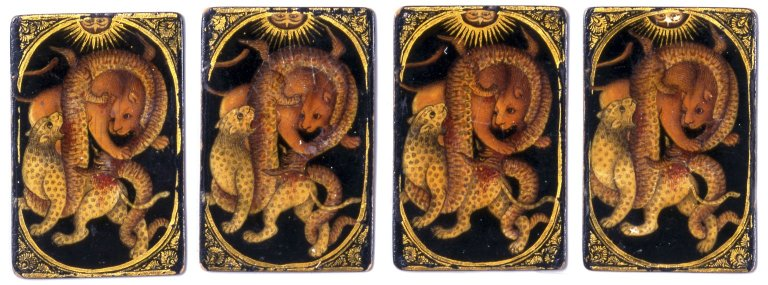
Sol och lejon, även kallat ess (den högsta valören i As-Nas)

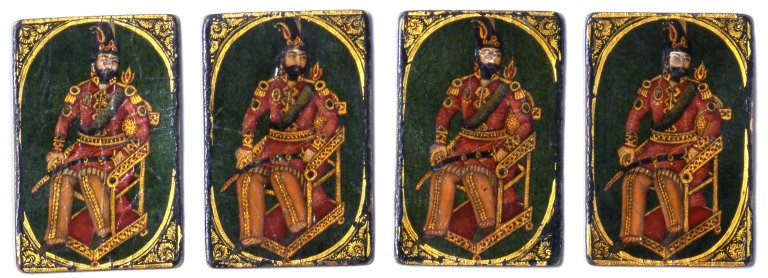
Kung

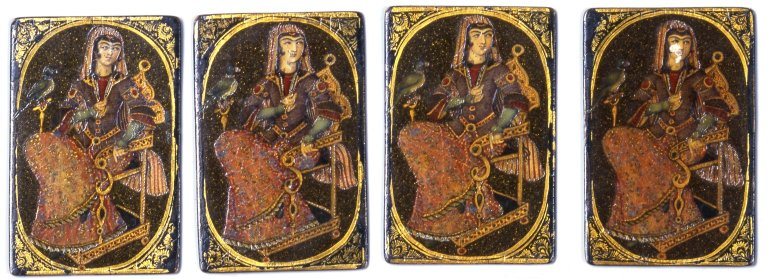
Dam

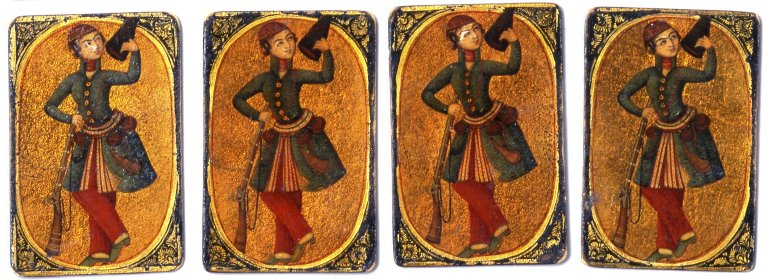
Soldat

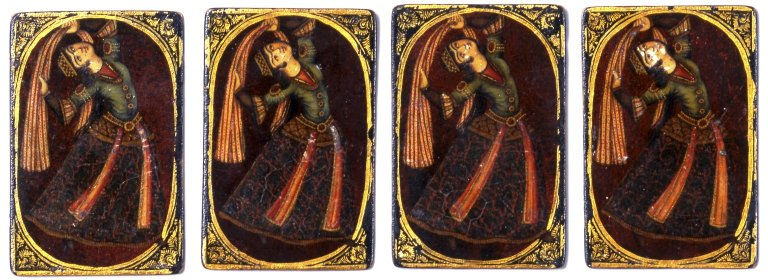
Danserska (den lägsta valören)

As-Nas är ett kortspel som utövades i Iran (då kallat Persien) under 1700- och 1800-talen, och som möjligtvis kan vara en anfader till poker.
Till spelet hör en speciell kortlek som består av 20 eller 25 kort, beroende på antalet deltagare. Leken är uppdelad på fem olika valörer, kännetecknade av olika motiv och bakgrundsfärger, och av varje valör finns fyra eller fem identiska kort. Valörerna är benämnda efter respektive motiv och har följande rangordning, från högsta till lägsta: sol och lejon (även kallat ess), kung, dam, soldat och danserska.
Spelarna får fem kort var, tar upp dem på hand och ser efter om korten kan bilda någon av följande kombinationer (från lägst till högst): par (två kort av samma valör), två par, tretal (tre kort av samma valör), full hand (ett par och ett tretal) och fyrtal (fyra kort av samma valör). Därefter gör spelarna insatser till en pott enligt ungefär samma procedur som i poker. När satsningarna är avslutade visar de spelare som är kvar i spelet upp sina kort, och den som har den högsta kombinationen vinner potten.